# Pramac Racing
‌‌
Pramac Racing est une équipe de vitesse moto engagée en championnat du monde MotoGP. Elle est fondée en 2002 par la société italienne Pramac.
En 2005, Pramac Racing s'associe à l'équipe espagnole d'Antin MotoGP pour former Pramac d'Antin.
En 2007, Pramac devient l'actionnaire majoritaire de l'équipe. Un an plus tard, Luis d'Antin quitte l'équipe, qui adopte alors définitivement le nom Pramac Racing.

## Histoire

### d'Antin MotoGP et Pramac Racing
L'équipe d'Antin MotoGP est créée en 1999 par l'ancien pilote de vitesse moto espagnol Luis d'Antin. Elle est alors basée à Madrid. À partir de 1999, l'équipe participe aux Championnats d'Espagne et du Monde 250 cm3 avec les motos Yamaha et le duo espagnol Fonsi Nieto-David García. Dans la même saison, l'équipe s'engage en 500cc avec le pilote japonais Norifumi Abe, avec une Yamaha YZR500. Abe remporte une victoire en 2000 au Grand Prix du Japon à Suzuka. José Luis Cardoso rejoint l'équipe en 2001, en tant que deuxième pilote aux côtés d'Abe. L'équipe obtient un podium au cours de la saison.
En 2002, la catégorie 500cc devient le MotoGP et l'équipe D'Antin continue avec les mêmes pilote. Elle reste cependant avec les Yamaha YZR500, n'ayant pas pu obtenir les nouvelles M1. La moto 500cc 2 temps ne peut cependant pas rivaliser avec les 990cc 4 temps plus puissante, et l'équipe ne se contente que de quelques top 10. D'Antin obtient la nouvelle Yamaha YZR M1 en 2003, avec Shinya Nakano comme seul pilote de l'équipe. L'équipe passe aux motos Ducati en 2004, avec la Desmosedici GP3 (moto de la saison précédente), en signant le pilote champion du monde Superbike Neil Hodgson et le vice-champion Rubén Xaus, qui étaient tous deux pilotes d'usine Ducati lors de la saison 2003 du Championnat du Monde Superbike. L'équipe rencontre des difficultés financières à la mi-saison et n'est pas en mesure d'effectuer un programme de test. Leur meilleur résultat est une troisième place pour Xaus au Qatar.
Pramac Racing, de son côté, rejoint le MotoGP en 2002, reprenant les activités de Hardwick Racing en les déménageant en Italie. L'équipe s'engage sur une Honda NSR500 avec Tetsuya Harada. En septembre 2002, Pramac signe un contrat de trois ans avec Max Biaggi et Honda Racing Corporation pour participer au MotoGP avec une Honda RC211V. Deux mois plus tard, Pramac et Pons Racing arrivent à un accord dans lequel Biaggi roulera pour Pons tout en restant sous contrat avec Pramac.
En 2003, Pramac engage également sa propre équipe avec une Honda RC211V pour Makoto Tamada, étant la seule équipe Honda à utiliser des pneus Bridgestone. Un podium au Brésil constitue le meilleur résultat de l'équipe, tandis que Max Biaggi remporte deux victoires et termine le championnat à la troisième place.
En 2004, Pramac Racing s'engage aux côtés de Pons Racing sous le nom de Camel Honda. Tamada et son équipe, dirigée par Luca Montiron, rejoignent la structure de Sito Pons. Tamada roule toujours avec des pneus Bridgestone, tandis que Biaggi utilise des pneus Michelin. Tamada termine la saison avec deux victoires et une sixième place au classement final du championnat ; Biaggi décroche quant à lui une victoire en Allemagne et termine à la troisième place du classement général. De nombreux changements ont lieu en fin de saison : Biaggi met fin à son contrat avec Pramac et rejoint l'équipe d'usine Repsol Honda, Luca Montiron quitte également l'équipe et fonde l'équipe JiR, que Tamada rejoint, tandis que Pramac met fin à sa collaboration avec Pons Racing pour démarrer un nouveau projet avec Ducati et d'Antin.

### Les débuts de la fusion Pramac d'Antin
En 2005, d'Antin MotoGP et Pramac Racing fusionnent pour former Pramac d'Antin. L'équipe utilise la GP4 Desmosedici de la saison précédente avec l'italien Roberto Rolfo comme pilote. L'équipe utilise des pneus Dunlop et termine généralement les courses près du fond de grille. Pour 2006, l'équipe utilise les Desmosedici GP6, les mêmes motos que l'équipe d'usine. Alex Hofmann et José Luis Cardoso sont les pilotes de l'équipe. Les pneus Dunlop utilisés par l'équipe ne sont cependant pas compétitifs et une fois de plus, l'équipe a termine les courses près du fond de la grille.
Avant le début de la saison 2007, Pramac et d'Antin parviennent à un accord qui permet à l'équipe d'Antin de devenir partie intégrante du groupe Pramac. L'équipe utilise la nouvelle Desmosedici GP7 équipée des pneus Bridgestone, et le Brésilien Alex Barros rejoint l'équipe aux côtés d'Alex Hofmann. Barros connaît une excellente saison en terminant régulièrement dans le top dix et en prenant un podium au Grand Prix d'Italie, battant le pilote d'usine Casey Stoner qui termine alors quatrième. Hofmann connaît une saison plus délicate en se blessant à la main durant un entraînement au Mazda Raceway Laguna Seca. Il est remplacé par Chaz Davies pour le reste du week-end et par Iván Silva à Brno. Hofmann revient à Misano mais il est licencié par l'équipe après le Grand Prix du Portugal, après s'être retiré de la course alors qu'il avait une chance de marquer des points, faute de motivation. Davies est revenu pour terminer la saison.

#### Alice Team
En 2008, l'équipe continue d'utiliser les Ducati Desmosedici GP8 et les pneus Bridgestone. Sylvain Guintoli et Toni Elías sont les pilotes de l'équipe, tandis que l'équipe est sponsorisée par Alice ADSL et est renommé Alice Team. Luis d'Antin quitte l'équipe au milieu de la saison 2008, lors du Grand Prix d'Allemagne au Sachsenring,.

### Pramac Racing
Pour la saison 2009, l'équipe court sous le nom de Pramac Racing, en utilisant les Ducati Desmosedici GP9 et les pneus Bridgestone avec Mika Kallio et Niccolò Canepa comme pilotes de l'équipe. Le 19 août 2009, il est annoncé qu'Aleix Espargaró courrait pour Pramac à Indianapolis et Misano. Kallio et Espargaró sont titularisés par Pramac pour la saison 2010.
L'équipe Pramac s'engage avec Loris Capirossi et Randy de Puniet pour la saison 2011 et obtient une sixième place comme meilleur résultat. Damian Cudlin et Sylvain Guintoli remplacent Capirossi, blessé, sur certaines courses. En 2012 Pramac Racing n'aligne qu'une seule moto pour Héctor Barberá. Pour 2013, Pramac Racing, reçoit le statut de l'équipe soutenue par l'usine Ducati et présente deux Desmosedici aux spécifications d'usine pour les pilotes d'usine Andrea Iannone et Ben Spies. Spies se blesse après les deux premières courses de la saison. Il est remplacé par Michele Pirro puis par Yonny Hernández, qui rejoint l'équipe dans la saison 2014 aux côtés de Iannone. En 2014, Iannone dispose d'une Desmosedici GP14 soutenue par l'usine, tandis que Hernandez pilote une Desmosedici GP13.
Pour 2015, Iannone est promu dans l'équipe d'usine Ducati, pour remplacer Cal Crutchlow. Iannone est remplacé par Danilo Petrucci chez Pramac. Hernández reste dans l'équipe. Les deux pilotes évoluent avec la Ducati Desmosedici GP14. En 2016, Scott Redding rejoint l'équipe, aux côtés de Petrucci. Les deux pilotes évoluent avec la Ducati Desmosedici GP15.
En 2017, l'équipe Pramac reçoit une Desmosedici aux spécifications d'usine pour Petrucci, tandis que Scott Redding roule avec une Desmosedici de la saison précédente. En 2018, Jack Miller rejoint l'équipe pour remplacer Redding, passé chez Aprilia Racing Team Gresini. Comme lors de la saison précédente, Petrucci roule avec une Desmocedici aux spécifications de 2018 tandis que Miller roule avec la moto de 2017.
En 2019, Petrucci est remplacé par Francesco Bagnaia, champion du monde Moto2 2018. Jack Miller est promu au guidon d'une Desmosedici GP19, tandis que Bagnaia obtient une Desmosedici GP18.
Pour 2020, Pramac Racing présente deux motos Ducati Desmosedici GP20 de spécifications d'usine pour Miller et Bagnaia.
Pour la saison 2021, Johann Zarco et Jorge Martín rejoignent l'équipe pour piloter la Ducati Desmosedici GP21.

#### 2023: Champion du monde par équipes
En 2023, Pramac Racing remporte le championnat du monde MotoGP par équipes et Jorge Martín est également vice-champion du monde.
Johann Zarco quitte l'écurie après trois saisons, en partance pour LCR Team. Franco Morbidelli est officialisé pour sa succession en 2024.

#### 2024: Champion du monde pilote avec Jorge Martin

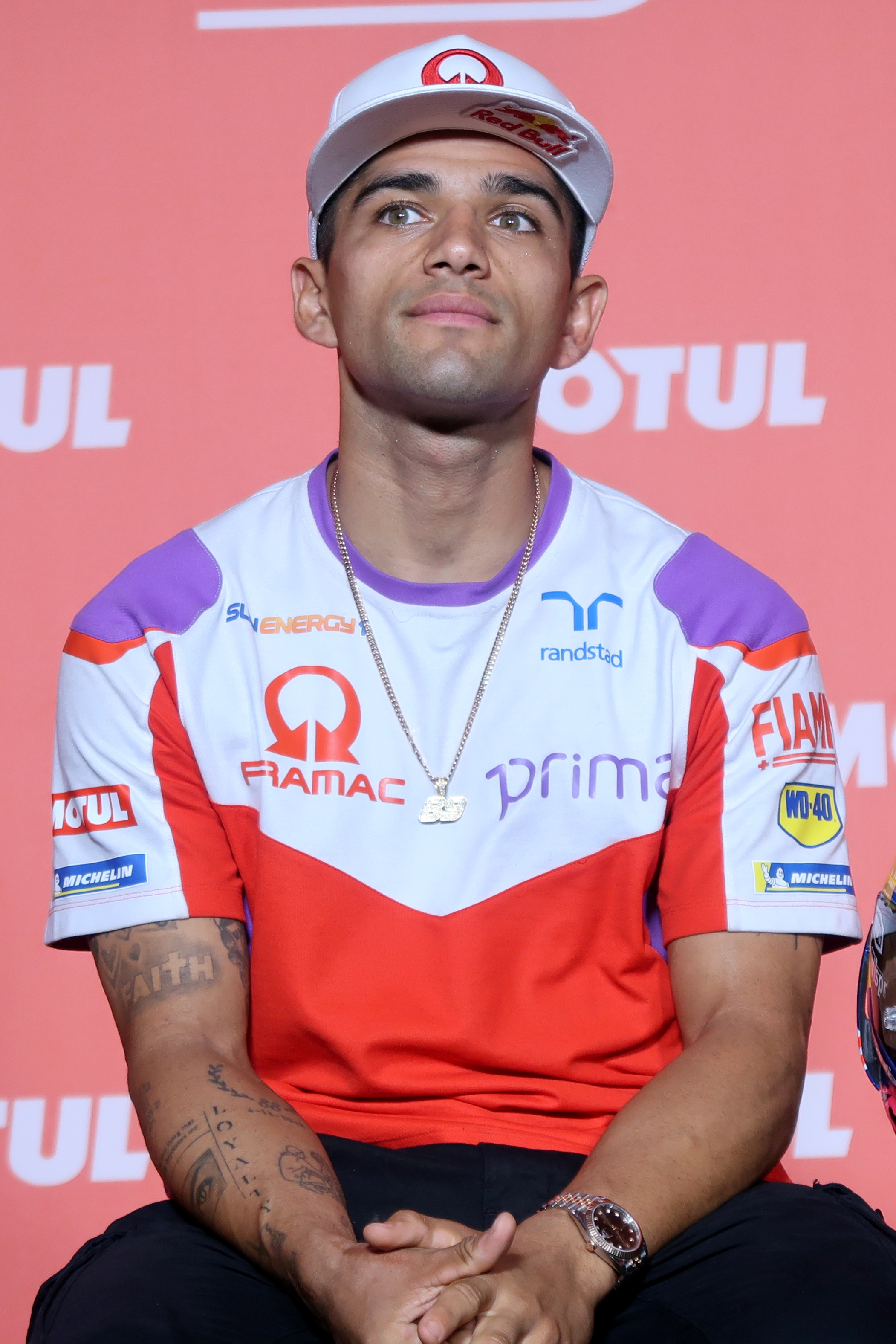
Jorge Martín est champion du monde 2024.

En 2024, Jorge Martín remporte le titre de champion du monde, pour sa dernière saison chez Pramac Racing. L'équipe est également vice-champion du monde par équipes.

### Depuis 2025: nouvelle collaboration avec Yamaha
En 2025, Pramac met fin à son partenariat avec Ducati pour s'allier à Yamaha.
Miguel Oliveira et Jack Miller deviennent les pilotes titulaires de l’écurie.